# 圣莫尔维
圣莫尔维（法語：Saint-Maulvis，法語發音：[sɛ̃ molvi]）是法国上法蘭西大區索姆省的一个市镇，属于阿布维尔区。

## 地理
圣莫尔维（49°54'18"N, 1°50'7"E）面积6.21 平方千米，位于法国上法蘭西大區索姆省，该省份为法国北部沿海省份，北起加来海峡省和北部省，西接滨海塞纳省和大西洋英吉利海峡，南至瓦兹省，东临埃纳省。
与圣莫尔维接壤的市镇（或旧市镇、城区）包括：弗雷特屈斯、昂丹维尔、阿尔古埃勒、阿韦讷绍苏瓦、埃波梅尼勒、弗雷讷维尔、弗雷努瓦-昂丹维尔。

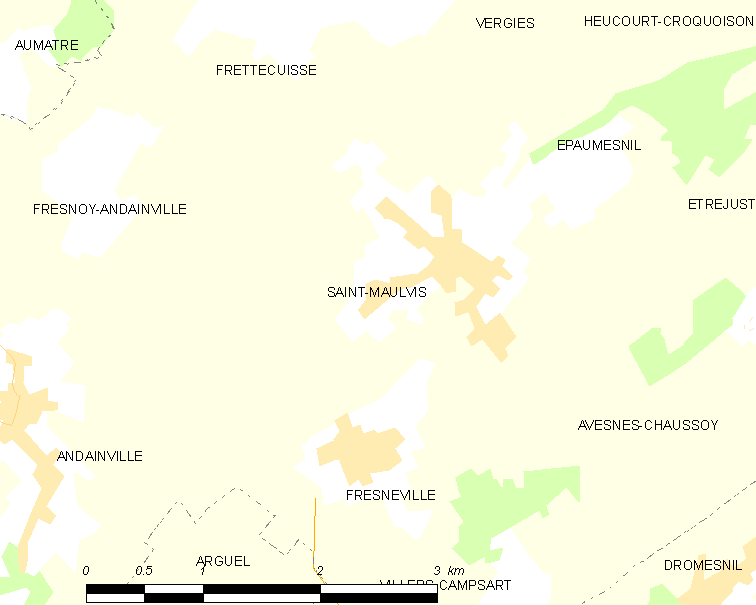
圣莫尔维的OSM定位图

圣莫尔维的时区为UTC+01:00、UTC+02:00（夏令时）。

## 行政
圣莫尔维的邮政编码为80140，INSEE市镇编码为80709。

## 政治
圣莫尔维所属的省级选区为皮卡第地区普瓦县。

## 人口

1962-2008年间圣莫尔维人口变化图示

圣莫尔维于2022年1月1日时的人口数量为280人。